# 新門連合会
新門連合会（しんもんれんごうかい）は東京都台東区浅草に本拠を置く的屋系暴力団。

## 歴史
中核は新門本家。浅草の新門祭友会を仕切る。

## 歴代新門一家総長
- 初代    -  新門辰五郎
- 二代目 -
- 四代目 -
- 五代目 -
- 六代目 -
- 七代目 -
- 八代目 - 大倉鉄仙
- 九代目 - 斉藤有貴
- 十代目 - 笠間直明

## 最高幹部
- 総裁・斉藤有貴（新門本家九代目）
- 会長・笠間直明（新門本家十代目、新門一家総長）
- 他不明